# Molophilus (Molophilus) hyperarmatus
Molophilus (Molophilus) hyperarmatus is een tweevleugelige uit de familie steltmuggen (Limoniidae). De soort komt voor in het Neotropisch gebied.